# Jøfjorden
Jøfjorden  (nordsamisk: Stuoravuotna) er en fjord på øen Seiland i Hammerfest kommune i Troms og Finnmark fylke i Norge. Fjorden går 11 kilometer mod syd til Straumen (samisk: Stovma) i bunden. Fjorden har indløb mellem Kobbevikneset i vest og Søre Veggenes i øst. På østsiden i den ydre del af fjorden ligger den omkring 500 meter høje Jøfjordveggen. Ved Gammelværneset i sydenden af Jøfjordveggen går fjordarmen Tverrfjorden mod øst til bygden Tverrfjord. Straumsnes ligger næsten helt inderst i fjorden og danner et smalt sund på østsiden af fjorden. Indenfor Straumsnes bliver fjorden kaldt Straumen, og den ligger  i Seiland nationalpark. 
Fjorden er 233 meter på det dybeste, midt i fjorden vest for Gammelværneset. Fra enden af fjorden er der kun ca. 5 kilometer mod syd til enden Store Kufjorden